# Soupisky týmů NHL v sezóně 1991/1992
V soupiskách jsou uvedeni všichni hráči, kteří v sezóně 1991/1992 odehráli za daný tým alespoň jeden zápas v NHL. Celkově se jedná o 785 hokejistů.

## Adamsova divize

### Montreal Canadiens
Brankáři: Patrick Roy, Rollie Melanson, Andre Racicot, 

Obránci: Patrice Brisebois, Alain Cote, J.J. Daigneault, Eric Desjardins, Donald Dufresne, Kevin Haller, Sylvain Lefebvre, Lyle Odelein, Mathieu Schneider, Petr Svoboda 

Útočníci: Jesse Belanger, Benoit Brunet, Guy Carbonneau, Shayne Corson, Russ Courtnall, Gilbert Dionne, Paul Di Pietro, Todd Ewen, Brent Gilchrist, Mike Keane, Stephan Lebeau, John LeClair, Mike McPhee, Kirk Muller, Chris Nilan, Mario Roberge, Ed Ronan, Denis Savard, Brian Skrudland, Sylvain Turgeon, Vladimír Vůjtek 

### Boston Bruins
Brankáři: Daniel Berthiaume, Matt DelGuidice, Reggie Lemelin, Andy Moog

Obránci: Bob Beers, Ray Bourque, Andy Brickley, Jack Capuano, Glen Featherstone, Garry Galley, Matt Hervey, Gord Hynes, Stephane Quintal, Gord Murphy, Petr Prajsler, Don Sweeney, Glen Wesley, Jim Wiemer

Útočníci: Scott Arniel, Brent Ashton, Ralph Barahona, John Byce, Lyndon Byers, Bob Carpenter, Louis Crawford, Brian Dobbin, Clark Donatelli, Ted Donato, Peter Douris, Matt Glennon, Steve Heinze, Ken Hodge, Brent Hughes, Craig Janney, Joe Juneau, Jeff Lazaro, Stephen Leach, Nevin Markwart, Glen Murray, Cam Neely, Chris Nilan, Adam Oates, Barry Pederson, Dave Poulin, Dave Reid, Vladimír Růžička, Petri Skriko, Shayne Stevenson, Allan Stewart, Jozef Stümpel, Bob Sweeney, Dave Thomlinson, Jim Vesey, Wes Walz, Chris Winnes

### Buffalo Sabres
Brankáři: Tom Draper, David Littman, Clint Malarchuk, Daren Puppa

Obránci: Doug Bodger, Keith Carney, Brian Curran, Gord Donnelly, Kevin Haller, Randy Hillier, Bill Houlder, Uwe Krupp, Grant Ledyard, Brad Miller, Randy Moller, Mike Ramsey, Ken Sutton, Petr Svoboda, Jay Wells

Útočníci: Dave Andreychuk, Donald Audette, Peter Ciavaglia, Bob Corkum, Lou Franceschetti, Jody Gage, Dave Hannan, Dale Hawerchuk, Benoit Hogue, Pat LaFontaine, Darcy Loewen, Brad May, Alexandr Mogilnyj, Dave McLlwain, Colin Patterson, Wayne Presley, Rob Ray, Christian Ruuttu, Darrin Shannon, Dave Snuggerud, Tony Tanti, Pierre Turgeon, Rick Vaive, Randy Wood, 

### Hartford Whalers
Brankáři: Frank Pietrangelo, Peter Sidorkiewicz, Kay Whitmore 

Obránci: Jerguš Bača, Marc Bergevin, Adam Burt, Doug Houda, Dan Keczmer, Steve Konroyd, Randy Ladouceur, Lee Norwood, Todd Richards, Brad Shaw, John Stevens, Zarley Zalapski

Útočníci: Mikael Andersson, James Black, Rob Brown, Andrew Cassels, Murray Craven, Yvon Corriveau, John Cullen, Randy Cunneyworth, Paul Cyr, Joe Day, Kevin Dineen, Paul Gillis, Mark Greig, Robert Holík, Mark Hunter, Ed Kastelic, Jim McKenzie, Barry Pederson, Michel Picard, Patrick Poulin, Geoff Sanderson, Daniel Shank, Chris Tancill, Mike Tomlak, Pat Verbeek, Terry Yake

### Quebec Nordiques
Brankáři: Jacques Cloutier, Stephane Fiset, John Tanner

Obránci: Steven Finn, Bryan Fogarty, Adam Foote, Alexej Gusarov, Dave Karpa, Jon Klemm, Dan Lambert, Curtis Leschyshyn, Dave Marcinyshyn, Andy Rymsha, Michail Tatarinov, Greg Smyth, Randy Velischek, Craig Wolanin

Útočníci: Jamie Baker, Don Barber, Gino Cavallini, Stephane Charbonneau, Marc Fortier, Mike Hough, Valerij Kamenskij, Kevin Kaminski, John Kordic, Claude Lapointe, Bill Lindsay, Mike McNeill, Ken McRae, Kip Miller, Stephane Morin, Owen Nolan, Greg Paslawski, Scott Pearson, Herb Raglan, Martin Ručinský, Joe Sakic, Doug Smail, Mats Sundin, John Tonelli, Tony Twist, Wayne Van Dorp, Mark Vermette

## Patrickova divize

### New York Rangers
Brankáři: Mike Richter, John Vanbiesbrouck

Obránci: Jeff Beukeboom, Jeff Bloemberg, Joe Cirella, Peer Djoos, Peter Fiorentino, Mark Hardy, Brian Leetch, Randy Moller, James Patrick, Normand Rochefort, David Shaw, Jay Wells

Útočníci: Tony Amonte, Rick Bennett, Paul Broten, Tie Domi, Jan Erixon, Mike Gartner, Randy Gilhen, Adam Graves, Jody Hull, Mark Janssens, Tim Kerr, Kris King, Joey Kocur, Mark Messier, Corey Millen, Sergej Němčinov, Bernie Nicholls, John Ogrodnick, Darren Turcotte, Doug Weight, Rob Zamuner

### Washington Capitals
Brankáři: Don Beaupre, Mike Liut, Jim Hrivnak

Obránci: Shawn Chambers, Sylvain Côté, Kevin Hatcher, Al Iafrate, Calle Johansson, Mike Lalor, Rod Langway, Ken Sabourin, Brad Schlegel, Jason Woolley

Útočníci: Tim Bergland, Peter Bondra, Randy Burridge, Dmitrij Christič, Dino Ciccarelli, John Druce, Jeff Greenlaw, Dale Hunter, Steve Konowalchuk, Todd Krygier, Nick Kypreos, Paul MacDermid, Alan May, Kelly Miller, Michal Pivoňka, Mike Ridley, Dave Tippett

### Pittsburgh Penguins
Brankáři: Tom Barrasso, Frank Pietrangelo, Wendell Young, Ken Wregget

Obránci: Jeff Chychrun, Paul Coffey, Gord Dineen, Grant Jennings, Larry Murphy, Todd Nelson, Jim Paek, Gordie Roberts, Kjell Samuelsson, Ulf Samuelsson, Paul Stanton, Peter Taglianetti

Útočníci: Phil Bourque, Jock Callander, Jay Caufield, Jeff Daniels, Bob Errey, Ron Francis, Jiří Hrdina, Jaromír Jágr, Jamie Leach, Mario Lemieux, Troy Loney, Shawn McEachern, Dave Michayluk, Joe Mullen, Glenn Mulvenna, Mike Needham, Ken Priestlay, Mark Recchi, Kevin Stevens, Rick Tocchet, Bryan Trottier

### New Jersey Devils
Brankáři: Craig Billington, Martin Brodeur, Chad Erickson, Chris Terreri

Obránci: Tommy Albelin, Ken Daneyko, Bruce Driver, Vjačeslav Fetisov, Alexej Kasatonov, Scott Niedermayer, Myles O'Connor, Scott Stevens, Eric Weinrich

Útočníci: Dave Barr, Laurie Boschman, Neil Brady, Doug Brown, Tom Chorske, Zdeno Cíger, Pat Conacher, Jeff Christian, Jim Dowd, Bill Guerin, Claude Lemieux, Troy Mallette, David Maley, Randy McKay, Jason Miller, Jon Morris, Janne Ojanen, Walt Poddubny, Stephane Richer, Alexandr Semak, Jarrod Skalde, Allan Stewart, Patrik Sundström, Peter Šťastný, Kevin Todd, Claude Vilgrain, Valerij Zelepukin, 

### New York Islanders
Brankáři: Mark Fitzpatrick, Glenn Healy, Danny Lorenz

Obránci: Dean Chynoweth, Jeff Finley, Rick Green, Randy Hillier, Uwe Krupp, Tom Kurvers, Scott Lachance, Wayne McBean, Jeff Norton, Gary Nylund, Richard Pilon, Joe Reekie, Brad Turner, Dennis Vaske

Útočníci: Bill Berg, Adam Creighton, Dave Chyzowski, Brad Dalgarno, Rob DiMaio, Pat Flatley, Ray Ferraro, Tom Fitzgerald, Benoit Hogue, Derek King, Rich Kromm, Brad Lauer, Claude Loiselle, Daniel Marois, Hubie McDonough, Marty McInnis, Dave McLlwain, Greg Parks, Brent Sutter, Steve Thomas, Pierre Turgeon, Graeme Townshend, David Volek, Mick Vukota, Randy Wood

### Philadelphia Flyers
Brankáři: Ron Hextall, Dominic Roussel, Ken Wregget

Obránci: Brian Benning, Terry Carkner, Steve Duchesne, Corey Foster, Garry Galley, Mark Howe, Kerry Huffman, Jiří Látal, Moe Mantha, Gord Murphy, Kjell Samuelsson

Útočníci: Keith Acton, Claude Boivin, Rod Brind'Amour, David Brown, Al Conroy, Murray Craven, Rod Dallman, Kimbi Daniels, Kevin Dineen, Yanick Dupre, Per-Erik Eklund, Mark Freer, Tony Horacek, Martin Hosták, Chris Jensen, Brad Jones, Steve Kasper, Dan Kordic, Dale Kushner, Andrej Lomakin, Pat Murray, Mark Pederson, Dan Quinn, Mark Recchi, Mike Ricci, Reid Simpson, Rick Tocchet, Wes Walz

## Norrisova divize

### Detroit Red Wings
Brankáři: Allan Bester, Tim Cheveldae, Scott King, Greg Millen, Vincent Riendeau

Obránci: Shawn Burr, Steve Chiasson, Doug Crossman, Bobby Dollas, Vladimir Konstantinov, Nicklas Lidström, Brad Marsh, Brad McCrimmon, Bob McGill, Yves Racine, Dennis Vial, Rick Zombo

Útočníci: Jimmy Carson, Troy Crowder, Jim Cummins, Brent Fedyk, Sergej Fjodorov, Gerard Gallant, Johan Garpenlöv, Sheldon Kennedy, Alan Kerr, Vjačeslav Kozlov, Martin Lapointe, Brian MacLellan, Kevin Miller, Marc Potvin, Keith Primeau, Bob Probert, Ray Sheppard, Chris Tancill, Paul Ysebaert, Steve Yzerman

### Chicago Blackhawks
Brankáři: Ed Belfour, Dominik Hašek, Ray LeBlanc, Jimmy Waite

Obránci: Adam Bennett, Keith Brown, Rod Buskas, Chris Chelios, Karl Dykhuis, Steve Konroyd, Igor Kravčuk, František Kučera, Richard Lanz, Bryan Marchment, Ryan McGill, Cam Russell, Steve Smith 

Útočníci: Rob Brown, Shawn Byram, Rob Conn, Adam Creighton, Greg Gilbert, Paul Gillis, Michel Goulet, Dirk Graham, Stu Grimson, Tony Horacek,  Tony Hrkac, Mike Hudson, Jeff Jackson, Steve Larmer, Brad Lauer, Jocelyn Lemieux, Stephane Matteau, Dean McAmmond, Brian Noonan, Mike Peluso, Jeremy Roenick, Mike Stapleton, Brent Sutter, Steve Thomas, John Tonelli, Dan Vincelette, Sean Williams 

### St. Louis Blues
Brankáři: Guy Hebert, Pat Jablonski, Curtis Joseph, Vincent Riendeau

Obránci: Murray Baron, Jeff Brown, Garth Butcher, Paul Cavallini, Curt Giles, Bret Hedican, Dominic Lavoie, Mario Marois, Jason Marshall, Lee Norwood, Stephane Quintal, Rob Robinson, Randy Skarda, Rick Zombo

Útočníci: Bob Bassen, Philippe Bozon, Gino Cavallini, Nelson Emerson, Denny Felsner, Ron Hoover, Brett Hull, Kelly Chase, Dave Christian, Craig Janney, Darin Kimble, Dave Lowry, David Mackey, Michel Mongeau, Adam Oates, Brendan Shanahan, Rich Sutter, Ron Sutter, Ron Lee Wilson

### Minnesota North Stars
Brankáři: Jon Casey, Darcy Wakaluk

Obránci: Brad Berry, Enrico Ciccone, Chris Dahlquist, Brian Glynn, Derian Hatcher, Jim Johnson, Craig Ludwig, Allen Pedersen, Rob Ramage, Scott Sandelin, David Shaw, Mark Tinordi

Útočníci: Brian Bellows, Neal Broten, Marc Bureau, Mike Craig, Ulf Dahlén, Gaetan Duchesne, Todd Elik, Dave Gagner, Stew Gavin, Shane Churla, Mark Janssens, Trent Klatt, Steve Maltais, Steve Martinson, Kip Miller, Mike Modano, Basil McRae, Brian Propp, Bobby Smith, Derrick Smith,  

### Toronto Maple Leafs
Brankáři: Grant Fuhr, Felix Potvin, Jeff Reese, Rick Wamsley

Obránci: Drake Berehowsky, Dave Ellett, Len Esau, Todd Gill, Alexandr Godyňuk, Bob Halkidis, Jamie Macoun, Dmitrij Mironov, Ric Nattress, Michel Petit, Bob Rouse, Darryl Shannon

Útočníci: Glenn Anderson, Ken Baumgartner, Craig Berube, Brian Bradley, Mike Bullard, Robert Cimetta, Wendel Clark, Lucien DeBlois, Mike Eastwood, Tom Fergus, Mike Foligno, Doug Gilmour, Dave Hannan, Todd Hawkins, Greg Johnston, Mike Krushelnyski, Guy Larose, Gary Leeman, Ken Linseman, Claude Loiselle, Kevin Maguire, Kent Manderville, Kevin McClelland, Dave McLlwain, Daniel Marois, Mark Osborne, Rob Pearson, Joe Sacco, Dave Tomlinson, Peter Zezel

## Smytheova divize

### Vancouver Canucks
Brankáři: Troy Gamble, Kirk McLean

Obránci: Jim Agnew, Dave Babych, Gerald Diduck, Robert Dirk, Randy Gregg, Doug Lidster, Jyrki Lumme, Dana Murzyn, Adrien Plavsic

Útočníci: Greg Adams, Shawn Antoski, Robin Bawa, Pavel Bure, Geoff Courtnall, Tom Fergus, Robert Kron, Igor Larionov, Trevor Linden, Jay Mazur, Andrew McBain, Sergio Momesso, Rob Murphy, Petr Nedvěd, Gino Odjick, Cliff Ronning, Jim Sandlak, Garry Valk, Ryan Walter

### Los Angeles Kings
Brankáři: Daniel Berthiaume, David Goverde, Kelly Hrudey, Steve Weeks

Obránci: Peter Ahola, Brian Benning, Rob Blake, Rod Buskas, Rene Chapdelaine, Jeff Chychrun, Paul Coffey, Charlie Huddy, Marty McSorley, Larry Robinson, Darryl Sydor, Brent Thompson, Tim Watters

Útočníci: Scott Bjugstad, Francois Breault, Sylvain Couturier, Mike Donnelly, Randy Gilhen, Tony Granato, Wayne Gretzky, Kyosti Karjalainen, Bob Kudelski, Jari Kurri, Shawn McCosh, John McIntyre, Corey Millen, Jay Miller, Luc Robitaille, Tomas Sandström, Ilkka Sinisalo, Dave Taylor, Jim Thomson, Sean Whyte

### Edmonton Oilers
Brankáři: Norm Foster, Peter Ing, Bill Ranford, Ron Tugnutt

Obránci: Jeff Beukeboom, Brian Glynn, Greg Hawgood, Chris Joseph, Francois Leroux, Kevin Lowe, Norm Maciver, Dave Manson, Craig Muni, Luke Richardson, David Shaw, Geoff Smith

Útočníci: Josef Beránek, Kelly Buchberger, Dan Currie, Vincent Damphousse, Louie DeBrusk, Martin Gelinas, Petr Klíma, Mark Lamb, Craig MacTavish, David Maley, Troy Mallette, Scott Mellanby, Joe Murphy, Bernie Nicholls, Steven Rice, Martin Ručinský, Anatolij Semjonov, Craig Simpson, Scott Thornton, Esa Tikkanen

### Winnipeg Jets
Brankáři: Stephane Beauregard, Bob Essensa, Mike O'Neill, Rick Tabaracci

Obránci: Randy Carlyle, Shawn Cronin, Phil Housley, Dean Kennedy, Mike Lalor, Mario Marois, Teppo Numminen, Fredrik Olausson, Kent Paynter, Rudi Poeschek, Igor Uljanov

Útočníci: Stu Barnes, Luciano Borsato, Aaron Broten, Jason Cirone, Danton Cole, Jevgenij Davydov, Lucien DeBlois, Kris Draper, Mike Eagles, Pat Elynuik, Bryan Erickson, Doug Evans, Michael Hartman, Bob Joyce, John LeBlanc, Rob Murray, Troy Murray, Ed Olczyk, Russell Romaniuk, Darrin Shannon, Petri Skriko, Thomas Steen, Phil Sykes, Keith Tkachuk

### Calgary Flames
Brankáři: Trevor Kidd, Jeff Reese, Scott Sharples, Mike Vernon, Rick Wamsley

Obránci: Alexandr Godyňuk, Kevan Guy, Jim Kyte, Al MacInnis, Jamie Macoun, František Musil, Ric Nattress, Darryl Olsen, Mark Osiecki, Michel Petit, Neil Sheehy, Greg Smyth, Gary Suter, Trent Yawney 

Útočníci: Craig Berube, Theoren Fleury, Tomas Forslund, Doug Gilmour, Marc Habscheid, Todd Harkins, Tim Hunter, Rich Chernomaz, Paul Kruse, Gary Leeman, Chris Lindberg, Sergej Makarov, Nevin Markwart, Stephane Matteau, Joe Nieuwendyk, Joel Otto, Paul Ranheim, Robert Reichel, Gary Roberts, Martin Simard, Ron Stern, Tim Sweeney, Carey Wilson, Richard Zemlak

### San Jose Sharks
Brankáři: Wade Flaherty, Jeff Hackett, Brian Hayward, Artūrs Irbe, Jarmo Myllys

Obránci: Michael Colman, Link Gaetz, Ken Hammond, Rick Lessard, Pat MacLeod, Bob McGill, Jay More, Claudio Scremin, Neil Wilkinson, David Williams, Doug Wilson, Rob Zettler

Útočníci: Perry Anderson, Don Barber, Perry Berezan, Steve Bozek, David Bruce, John Carter, Ed Courtenay, Dale Craigwell, Craig Coxe, Kevin Evans, Pat Falloon, Dean Evason, Paul Fenton, Johan Garpenlöv, Tony Hrkac, Kelly Kisio, Michail Kravec, Peter Lappin, Brian Lawton, Mike McHugh, Brian Mullen, Jeff Odgers, Mark Pavelich, Wayne Presley, Jean-Francois Quintin, Dave Snuggerud, Mike Sullivan, Ray Whitney